# Ябланица (планина)
Вижте пояснителната страница за други значения на Ябланица.
Ябланица (на македонска литературна норма: Јабланица) е планина на границата между Албания и Северна Македония. Разположена е северозападно от Охридското езеро, а най-високата ѝ точка е връх Църн камен (2259 m).